# VII Corpo de Exército (Alemanha)
O VII Corpo de Exército foi um corpo de campo da Alemanha na Segunda Guerra Mundial. Formado em Outubro de 1934 a partir da 7. Division der Reichswehr em Munique, e no início da guerra transformada em móvel.
O VII Corpo de Exército foi destruído na Frente Oriental em Agosto de 1944 sendo reformado em Dezembro de 1944.

## Comandantes
| Comandante                                       | Data                                           |
| ------------------------------------------------ | ---------------------------------------------- |
| General der Infanterie Wilhelm Adam              | 1 de outubro de 1934 - 1 de outubro de 1935    |
| General der Artillerie Walter von Reichenau      | 1 de outubro de 1935 - 4 de fevereiro de 1938  |
| General der Infanterie Eugen Ritter von Schobert | 4 de fevereiro de 1938 - 31 de janeiro de 1940 |
| Generalleutnant Gotthard Heinrici                | 1 de fevereiro de 1940 - início de 1940        |
| Generaloberst Eugen Ritter von Schobert          | 9 de abril de 1940 - 25 de outubro de 1940     |
| General der Artillerie Wilhelm Fahrmbacher       | 25 de outubro de 1940 - 8 de janeiro de 1942   |
| General der Artillerie Ernst-Eberhard Hell       | 8 de janeiro de 1942 - 5 de outubro de 1943    |
| General der Infanterie Anton Dostler             | 5 de outubro de 1943 - 30 de novembro de 1943  |
| General der Artillerie Ernst-Eberhard Hell       | 30 de novembro de 1943 - agosto de 1944        |

## Área de Operações
- Polônia (Setembro de 1939 - Maio de 1940)[2]
- França  (Maio de 1940 - Junho de 1941)
- Frente Oriental, Setor Central (Junho de 1941 - Agosto de 1944)

## Serviço de Guerra
| Data         | Exército            | Grupo de Exército | Lugar                       |
| ------------ | ------------------- | ----------------- | --------------------------- |
| Setembro 39  | z. Vfg.             | Süd               | Polônia                     |
| Dezembro 39  | 16º Exército        | A                 | Trier                       |
| Janeiro 40   | 16º Exército        | A                 | Trier, Verdun, Canal costa  |
| Janeiro 41   | 16º Exército        | A                 | Canal costa                 |
| Maio 41      | 4º Exército         | B                 | Polônia                     |
| Junho 41     | 4º Exército         | Mitte             | Bialystok                   |
| Agosto 41    | 2º Exército Panzer  | Mitte             | Smolensk                    |
| Setembro 41  | 4º Exército         | Mitte             | Wjasma                      |
| Novembro 41  | 4º Exército         | Mitte             | Moscou                      |
| Janeiro 42   | 4º Exército Panzer  | Mitte             | Moshaisk, Gshatsk           |
| Maio 42      | z. Vfg.             | OKH               |                             |
| Junho 42     | 2º Exército         | Süd               | Don                         |
| Julho 42     | 2º Exército húngaro | Süd               | Don                         |
| Agosto 42    | 2º Exército         | B                 | Don, Voronezh               |
| Janeiro 43   | 2º Exército         | B                 | Don, Voronezh               |
| Março 43     | 2º Exército         | Mitte             | Ssumy                       |
| Agosto 43    | 4º Exército Panzer  | Süd               | Bjelgorod - Kiev - Shitomir |
| Janeiro 44   | 4º Exército Panzer  | Süd               | Vinnitsa                    |
| Fevereiro 44 | 1º Exército Panzer  | Süd               | Cherkassy                   |
| Março 44     | 8º Exército         | Süd               | Cherkassy                   |
| Abril 44     | 8º Exército         | Südukraine        | Jassy                       |
| Junho 44     | 6º Exército         | Südukraine        | Jassy                       |

## Organização
1 de Março de 1939
- 7ª Divisão de Infantaria
- 27ª Divisão de Infantaria
- 1. Gebirgs-Division

1 de Setembro de 1939
- 27ª Divisão de Infantaria
- 68ª Divisão de Infantaria

16 de Junho de 1940
- 16ª Divisão de Infantaria
- 24ª Divisão de Infantaria
- 299ª Divisão de Infantaria
- 36ª Divisão de Infantaria
- 76ª Divisão de Infantaria

3 de Setembro de 1941
- 197ª Divisão de Infantaria
- 23ª Divisão de Infantaria
- 267ª Divisão de Infantaria

2 de Janeiro de 1942
- 7ª Divisão de Infantaria
- 267ª Divisão de Infantaria
- 197ª Divisão de Infantaria
- 3ª Divisão de Infantaria

24 de Janeiro de 1942
- 6ª Divisão Húngara leve
- 387ª Divisão de Infantaria

11 de Julho de 1942
- 79ª Divisão de Infantaria
- 113ª Divisão de Infantaria
- 305ª Divisão de Infantaria
- 376ª Divisão de Infantaria
- 100. leichte Division

22 de Dezembro de 1942
- 323ª Divisão de Infantaria
- 75ª Divisão de Infantaria
- 57ª Divisão de Infantaria
- 1/3 da 383ª Divisão de Infantaria

7 de Julho de 1943
- 68ª Divisão de Infantaria
- 75ª Divisão de Infantaria
- 26ª Divisão de Infantaria
- Resto da 323ª Divisão de Infantaria
- 88ª Divisão de Infantaria

26 de Agosto de 1943
- 208ª Divisão de Infantaria
- Kampfgruppe 323ª Divisão de Infantaria
- 75ª Divisão de Infantaria
- 68ª Divisão de Infantaria
- 88ª Divisão de Infantaria

20 de Setembro de 1943
- 213. Sicherungs-Division
- 82ª Divisão de Infantaria
- 75ª Divisão de Infantaria
- 68ª Divisão de Infantaria
- Kampfgruppe 323ª Divisão de Infantaria
- 88ª Divisão de Infantaria

26 de Dezembro de 1943
- 75ª Divisão de Infantaria
- 198ª Divisão de Infantaria
- 88ª Divisão de Infantaria